# Guglielmo Favilla
Guglielmo Favilla (* 24. Mai 1981 in Livorno) ist ein italienischer Schauspieler, Regisseur, Drehbuchautor und Synchronsprecher.

## Leben und Wirken
Guglielmo Favilla wuchs im norditalienischen Livorno auf.
Nach seinem Schulabschluss absolvierte er von 2000 bis 2004 in mehreren Workshops eine professionelle Schauspielausbildung. Seit 2005 hat er als Schauspieler in mehr als 60 Film- und Fernsehproduktionen vor der Kamera gestanden. Er wirkte auch in mehreren Werbespots und Kurzfilmen mit. Als Darsteller ist er vereinzelt auch am Theater tätig.
Favilla ist als Drehbuchautor für Filmproduktionen und Fernsehformate tätig. Als Regisseur inszenierte er bislang drei Spielfilme. Er ist zudem als Synchronsprecher für Animationsfilme, Zeichentrickfilme und Videospiele aktiv.
Favilla lebt in Rom.

## Filmografie (Auswahl)
- 2015: 1992 – Die Zukunft ist noch nicht geschrieben (Fernsehserie)
- 2018: Sono Tornato
- 2019: Der Name der Rose (Fernsehserie)
- 2022: Dark Glasses – Blinde Angst